# Радфан
Радфан или Горы Радфан (араб. ردفان‎) — труднодоступный горный район на территории мухафазы Лахдж, Йемен.

## История
Ещё в период Федерации Южной Аравии (1963—1967) горы Радфан относились к эмирату Дала.

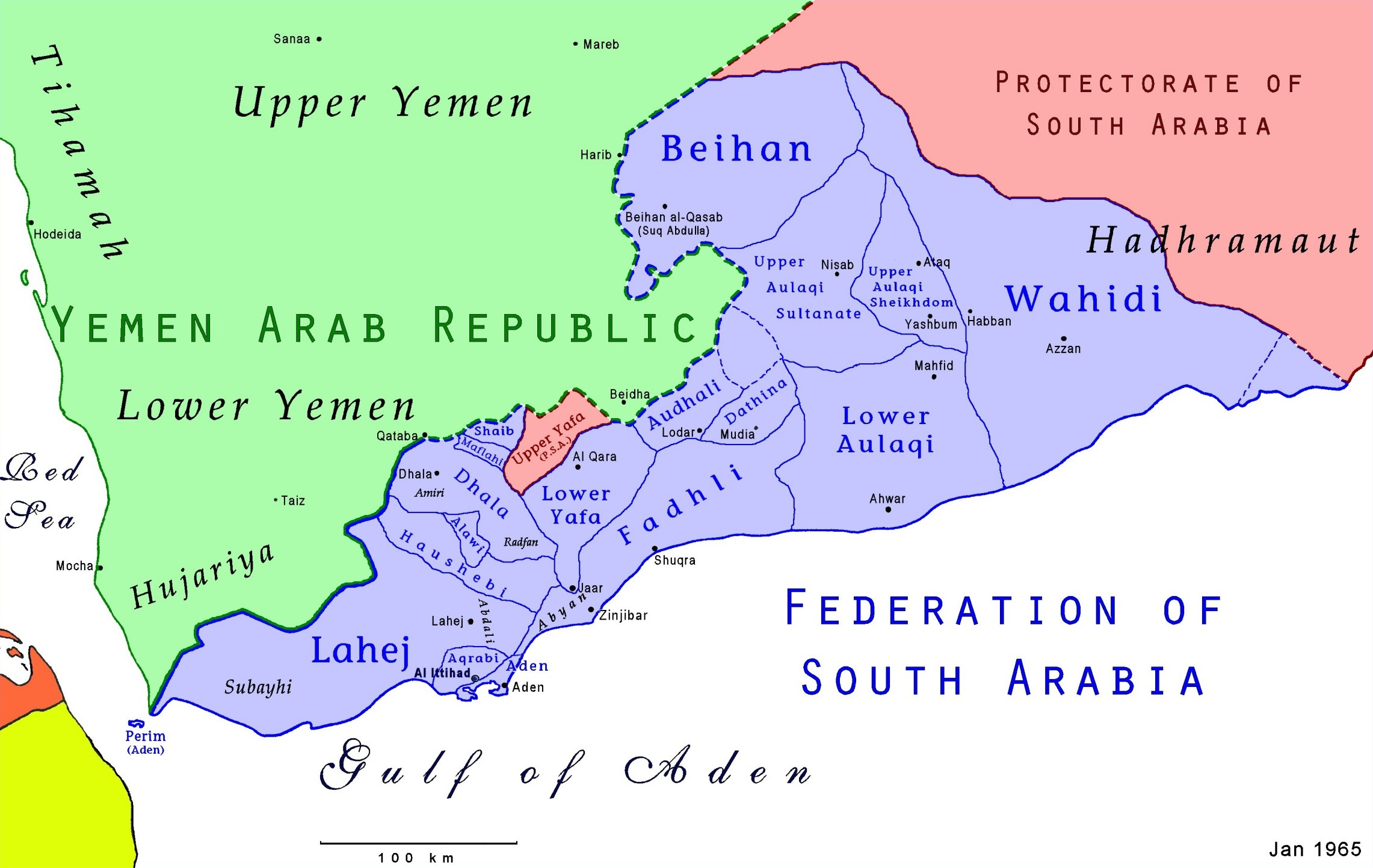
Карта Федерации Южной Аравии (1963—1967). Тогда горный район Радфан ещё относился к эмирату Дала, а после 30 ноября 1967 года, с появлением Южного Йемена, карту перекроили и горы Радфан оказались в мухафазе Лахдж.

14 октября 1963 года в горном районе Радфан, эмират Дала, вспыхнуло антибританское вооружённое восстание, возглавленное Народным фронтом освобождения Южного Йемена, что явилось толчком к борьбе за независимость Южного Йемена. Это вооружённое восстание превратилось в настоящую войну между йеменцами и английскими войсками.
Что касается местных жителей горного района Радфан, то командир 45 Commando подполковник Стивенс отзывался о них как о «враждебных ко всем чужакам, с детства вооруженных винтовкой, расценивающих появление британцев как возможность попрактиковаться в стрельбе».
Осенью 1967 года войска Великобритании ушли с территории Южного Йемена. 30 ноября 1967 образовалось новое государство Народная Демократическая Республика Йемен и Федерация Южной Аравии была упразднена, а карту перекроили и горы Радфан стали относиться к мухафазе Лахдж.

## География
Джебель Радфан — труднодоступный горный район площадью более тысячи квадратных километров, лежит восточнее дороги Дхала (Дала), которая идёт от Адена на север через городок Дхала (арабское название — Ад-Дали) к границе Северного Йемена и далее ведёт к столице Йемена Сана.
Высочайшая точка — Джебель Хуррия (1867 метров).
Высокие вершины, зубчатые скалы, глубокие ущелья-вади, в которых испокон веков люди жили на грани жизни и смерти, в обстановке непрекращающейся веками кровавой мести.

## Демография
В середине 1960-х всего в Джебель Радфане обитало около 30 тысяч человек, которые могли выставить до 7 тысяч хорошо подготовленных бойцов.

## Климат из воспоминаний
Пит Шоли, принимавший участие в военных событиях в горах Радфан в 1964 году в рядах SAS, написал в своей книге «Герои SAS»:

Днем температура воздуха в тени доходила до 49 градусов по Цельсию, а ночью наступали заморозки.— 
Ещё из воспоминаний британского военного о войне в горах в 1964 году:

Солнце, жара до + 55 градусов, местную воду, заражённую паразитом-бильгарцией, нельзя употреблять.— 